# Dairy Queen
International Dairy Queen, Inc. (DQ) er en amerikansk multinational fastfoodkæde med 4.455 restauranter. Den blev etableret i 1940 og har hovedkvarter i Bloomington, Minnesota. Dairy Queen er lokaliseret sammen med Orange Julius, der serverer juice og andre drikkevarer.